# El sexo de los ángeles
El sexo de los ángeles è un film del 2012 diretto da Xavier Villaverde.

## Trama
La storia d'amore tra lo studente universitario Bruno e la sua ragazza Carla viene messa a dura prova quando il ragazzo ammette di essere attratto dall'affascinante Rai, insegnante di karate e ballerino di hip-hop.

## Produzione
Il film è stato girato a Barcellona.

## Accoglienza

### Incassi
Il film ha incassato ai botteghini 54.405 dollari.